# Décembre 2014
Cette page présente les faits marquants du mois de décembre 2014.

## Événements
- 1er décembre : l'ancien président du Conseil des ministres polonais Donald Tusk entre en fonction comme président du Conseil européen, succédant au belge Herman Van Rompuy.
- 1er au 14 décembre : 20e conférence de la Convention-cadre des Nations unies sur les changements climatiques à Lima, au Pérou.
- 2 décembre : en Ukraine, le gouvernement Iatseniouk II est approuvé par la Rada.
- 3 décembre : en Suisse, la ministre de la Justice et de la Police Simonetta Sommaruga est élue par le Parlement, à la présidence de la Confédération suisse pour un an. Elle est la cinquième femme à accéder à cette fonction.
- 5 décembre : 
  - lancement de l’Exploration Flight Test 1 ;
  - la reine des Belges Fabiola meurt au château du Stuyvenberg, à Bruxelles à l'âge de 86 ans.
- 6 décembre : les otages américain Luke Somers (en) et sud-africain Pierre Korkie sont tués lors d'une opération militaire américano-yéménite visant à les libérer. Luke Somers était journaliste et avait été enlevé à Sanaa au Yémen en septembre 2013 tandis que Pierre Korkie était enseignant et avait été enlevé à Taëz au Yémen le 27 mai 2013 en même temps que son épouse. Cette dernière avait été libérée le 10 janvier 2014[1].
- 8 décembre : 
  - le Parti travailliste du Premier ministre sortant Roosevelt Skerrit remporte les élections législatives en Dominique avec un peu plus de 57 % des voix ;
  - le vice-président taiwanais Mao Chi-kuo devient le nouveau Premier ministre de Taïwan en remplacement de Jiang Yi-huah.
- 9 décembre : 
  - à la suite des législatives de juin, le chef de l'opposition de centre-droit de la Ligue démocratique Isa Mustafa devient le nouveau premier ministre du Kosovo en vertu d'un accord de coalition entre son parti et le Parti démocratique du Premier ministre sortant de centre-gauche Hashim Thaçi. Ce dernier devient au sein du nouveau gouvernement vice-premier ministre et ministre des Affaires étrangères.
  - aux Îles Salomon, Manasseh Sogavare est élu Premier ministre par le Parlement avec 31 voix sur 50. Il retrouve donc le poste de premier ministre après l'avoir occupé de 2000 à 2001 et de 2006 à 2007. Il succède à Gordon Darcy Lilo battu dans sa circonscription lors des élections législatives de novembre.
- 10 décembre : l'opposition du Mouvement socialiste mauricien (en) de l'ancien président et Premier ministre Anerood Jugnauth remporte les élections législatives à Maurice. Le Premier ministre sortant Navin Ramgoolam est battu dans son propre fief et perd son siège de député, qu’il occupait depuis plus de 20 ans.
- 11 décembre : attentat à Jos, au Nigéria.
- 12 décembre : funérailles nationales de la reine des Belges Fabiola en la cathédrale Saints-Michel-et-Gudule de Bruxelles en présence de la famille royale belge, de nombreuses personnalités politiques belges ainsi que de plusieurs membres des familles royales européennes et étrangères.
- 14 décembre : 
  - le premier ministre haïtien Laurent Lamothe démissionne après plusieurs semaines de manifestations réclamant son départ et celui du président Michel Martelly.
  - Rolene Strauss, Miss Afrique du Sud 2014 est élue lors du concours Miss Monde 2014, elle succède à la philippine Megan Young.
  - le parti libéral-démocrate du premier ministre sortant Shinzō Abe remporte la majorité absolue lors des élections législatives anticipées au Japon. Mais il devra nouer une alliance avec le parti centriste Nouveau Kōmeitō de Natsuo Yamaguchi afin de disposer de la majorité des deux tiers, nécessaire pour faire voter les réformes.
- 15 décembre : une prise d'otage a lieu dans un café à Sydney en Australie, trois personnes sont mortes dont le preneur d'otage[2].
- 16 décembre : un massacre dans une école publique militaire fait 141 morts dont 132 enfants à Peshawar, au Pakistan.
- 17 décembre : 
  - les États-Unis et Cuba annoncent conjointement le rétablissement de leurs relations diplomatiques un demi-siècle après leur rupture.
  - l'ancien président et premier ministre Anerood Jugnauth retrouve le poste de premier ministre après avoir remporté les élections législatives du 10 décembre à Maurice. Il succède à Navin Ramgoolam.
- 20 décembre : le cardinal français Jean-Louis Tauran est nommé camerlingue de la Sainte Église romaine par le pape François. Il succède au cardinal italien Tarcisio Bertone.
- 21 décembre : 
  - Klaus Iohannis est investi 6e président de Roumanie. Il succède à Traian Băsescu.
  - en Haïti, la ministre de la Santé Florence Duperval Guillaume est nommée première ministre par intérim après la démission de Laurent Lamothe ;
  - le Parti libéral-démocrate d'Ouzbékistan du président Islom Karimov arrive en tête du 1er tour des élections législatives en Ouzbékistan. Il obtient 47 des 128 sièges. Un second tour aura lieu en janvier 2015 afin d'attribuer les 22 sièges restant ;
  - l'ancien premier ministre tunisien Béji Caïd Essebsi sort vainqueur du second tour de l'élection présidentielle avec 55,68 % des voix, battant le président sortant Moncef Marzouki.
- 24 décembre : 
  - en Sierra Leone, le président Ernest Bai Koroma ordonne le confinement immédiat de toute la région Nord, pour une durée de cinq jours à compter de ce jour en raison de la propagation rapide de l'épidémie d'Ebola. Il décrète également l'interdiction des rassemblements publics pour Noël et le Nouvel An, y compris les offices religieux à travers tout le pays[3].
  - Omar Abdirashid Ali Shermarke redevient premier ministre de Somalie après avoir exercé cette fonction entre février 2009 et septembre 2010. Il succède à Abdiweli Cheikh Ahmed.
- 27 décembre : le président biélorusse Alexandre Loukachenko limoge son premier ministre Mikhaïl Myasnikovitch en raison de la crise du rouble russe. Il le remplace par son chef du cabinet Andreï Kobiakov.
- 28 décembre : 
  - le président sortant, le social-démocrate Ivo Josipović arrive en tête de l'élection présidentielle en Croatie avec 38,46 % des voix contre 37,21 % pour la candidate de l'Union démocratique l'ancienne ministre Kolinda Grabar-Kitarović. Ils s'affronteront lors d'un second tour qui aura lieu le 11 janvier prochain ;
  - le Vol 8501 AirAsia reliant Surabaya, en Indonésie à Singapour disparaît 42 minutes après son départ au-dessus de la mer de Java, près de l'île indonésienne de Belitung, au large de la côte orientale de Sumatra. 155 passagers et 7 membres d'équipage sont à bord de l'appareil ;
  - le ferry Norman Atlantic qui effectue la liaison entre Patras, dans l'ouest de la Grèce, et le port d'Ancône en Italie fait naufrage à 44 milles marins au nord-ouest de Corfou en cause un incendie déclaré à bord pour une raison inconnue. 422 passagers et 56 membres d'équipage sont à bord du navire. 11 passagers dont 3 italiens et 2 secouristes albanais sont morts et entre 18 et 98 personnes sont portées disparues[4] ;
  - un navire marchand battant pavillon turc fait naufrage dans le nord de l'Adriatique au large du port italien de Ravenne, à la suite d'une collision en pleine tempête avec un autre navire battant pavillon de Belize. Deux marins sont morts et quatre sont portés disparus [5].
- 29 décembre : 
  - l'ancien ministre de la Santé ʻAkilisi Pohiva devient le nouveau premier ministre des Tonga. Il est le premier roturier à être élu premier ministre par un Parlement lui-même majoritairement composé d'élus du peuple. Il succède à Lord Tuʻivakano qui lui devient président de l'Assemblée législative.
  - le Parlement grec échoue lors des trois tours de l'élection présidentielle en Grèce, les 17, 23 et 29 décembre à élire le candidat du gouvernement du premier ministre Antónis Samarás, l'ancien ministre et commissaire européen Stávros Dímas à la présidence de la République. En conséquence selon la constitution des élections législatives anticipées devront avoir lieu avant fin février 2015 [6].
- 31 décembre : 
  - l'ancien premier ministre tunisien Béji Caïd Essebsi est investi président, devenant le premier chef de l’État élu démocratiquement de l’histoire du pays. Il succède à Moncef Marzouki.
  - lors de son allocution télévisée au peuple italien pour les vœux de la nouvelle année, le président Giorgio Napolitano annonce son intention de quitter prochainement la présidence en raison de son grand âge.
  - une bousculade pendant le réveillon du Nouvel An à Shanghai fait au moins 36 morts et 48 blessés, dont 14 grièvement sur la célèbre promenade du Bund, où s'était massée la foule pour assister aux festivités.

## Naissances
- 10 décembre : Gabriella et Jacques de Monaco.